# Glacier Barnard
Le glacier Barnard est un glacier d'Alaska aux États-Unis situé dans la région de recensement de Valdez-Cordova. Long de 53 km, il s'étend en direction du sud-ouest jusqu'à la rivière Chitina à l'est du glacier Hawkins, et au sud-est de McCarthy, dans la chaîne Saint-Élie.
Son nom lui a été donné en l'honneur d'Edward Chester Barnard (1863-1921), chargé de l'élaboration de la frontière entre les États-Unis et le Canada et entre l'Alaska et le Canada.